# Liushu, Liaoning
Liushu är en köping i Kina. Den ligger i provinsen Liaoning, i den nordöstra delen av landet, omkring 160 kilometer sydväst om provinshuvudstaden Shenyang. Antalet invånare är 18 962. Befolkningen består av 9 171 kvinnor och 9 791 män. Barn under 15 år utgör 11,0 %, vuxna 15-64 år 77 %, och äldre över 65 år 11,0 %.
Runt Liushu är det tätbefolkat, med 297 invånare per kvadratkilometer. Närmaste större samhälle är Yingkou, 16,7 km väster om Liushu. Trakten runt Liushu består till största delen av jordbruksmark.
Genomsnittlig årsnederbörd är 870 millimeter. Den regnigaste månaden är juli, med i genomsnitt 212 mm nederbörd, och den torraste är januari, med 8 mm nederbörd.